# Runebergintorttu
La Runebergintorttu (en suédois Runebergstårta, c'est-à-dire « tarte de Runeberg ») est une pâtisserie finlandaise assaisonnée d'amandes et arrosée de rhum, pesant environ 100 grammes. Il y a le plus souvent de la confiture de framboise enveloppée d'une couche de sucre au centre.

## Présentation
Elle tient son nom du poète national finlandais Johan Ludvig Runeberg (XIXe siècle), dont on dit qu'il aimait manger cette pâtisserie accompagnée de punsch. C'est sa femme, Fredrika, qui aurait créé la Runebergintorttu dans les années 1850, possiblement en tant que variante d'une recette de Lars Astenius de Porvoo.
Les Runebergintorttu sont aujourd'hui mangées habituellement uniquement en Finlande. Elles sont disponibles dans les pâtisseries et supermarchés chaque année dès le début du mois de janvier et jusqu'à l'anniversaire de naissance de Runeberg, le 5 février.